# DEMO
DEMO (англ. DEMOnstration Power Plant) — міжнародний проєкт термоядерної електростанції. Повинен стати наступним кроком у розвитку і комерційному впровадженні енергетики на принципі керованого термоядерного синтезу після успішної реалізації міжнародного проєкту термоядерного реактора ITER.
В той час як основною ціллю ITER є виробляти 500 млн ват термоядерної енергії протягом принаймні 500 секунд, метою DEMO буде виробництво щонайменше у чотири рази більше термоядерної енергії на постійній основі. Цей рівень виробництва енергії (2 гігават) є на рівні сучасних електростанцій.
Оскільки фінальна конструкція DEMO буде великою мірою залежати від результатів, отриманих від експлуатації ITER та інших термоядерних експериментів, включаючи IFMIF, очікується, що програма науково-дослідницьких робіт з підготовки до DEMO буде координуватися Fusion for Energy з метою проведення досліджень, оцінки технологій, розробки прототипів, та ін.

## Часові рамки

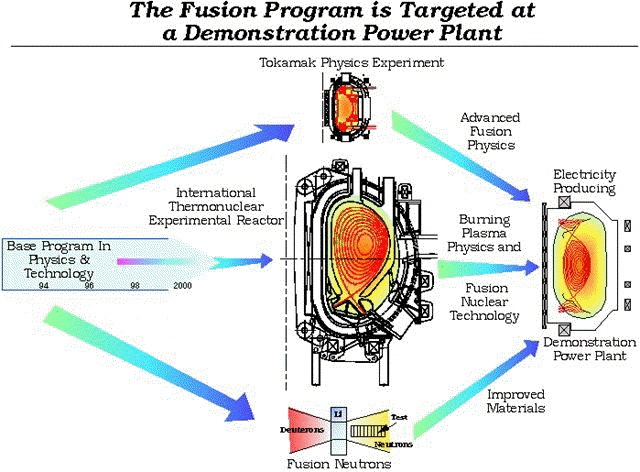
Еволюція термоядерної програми:
від перших розробок до електростанції DEMO

Часові рамки спорудження та запуску в експлуатацію проєкту DEMO не є достеменно відомими. Проте фахівці провадять приблизні підрахунки ймовірного часу завершення робіт над проєктом та отримання першої комерційної термоядерної енергії.
Зокрема, проф. сер Кріс Ллевеллін Сміт (англ. Prof. Sir Chris Llewellyn Smith) у своїй презентації на Конференції з термоядерної енергетики МАГАТЕ (Віламоура, Португалія) в 2004 році продемонстрував попередній графік розвитку термоядерної енергетики, в якому містились наступні віхи розвитку DEMO:
- Концептуальне проєктування — завершити до 2017 р.
- Інженерне проєктування — завершити до 2024 р.
- Перший етап спорудження — з 2024 по 2033
- Перша стадія роботи — з 2033 по 2038
- Стадія розширення/вдосконалення електростанції
- Друга стадія роботи — від 2040 р. і далі